# Yukarıgökçe, Mesudiye
Yukarıgökçe là một xã thuộc huyện Mesudiye, tỉnh Ordu, Thổ Nhĩ Kỳ. Dân số thời điểm năm 2010 là 49 người.